# 谷瀬の吊り橋
谷瀬の吊り橋（たにぜのつりばし）は、奈良県吉野郡十津川村に架かる日本最長の生活用鉄線の吊橋である。橋の銘板には「たにぜばし（谷瀬橋）」と刻まれているほか、十津川村による橋梁名は谷瀬大橋となる。

## 概要
十津川（熊野川）に架かり、十津川村上野地（うえのじ）と対岸の谷瀬（たにぜ）を結ぶ。川面からの高さ54メートル、長さ297.7メートル。1954年（昭和29年）に架橋された。完成時より日本一長い歩道吊橋であったが、1994年（平成6年）に茨城県の竜神大吊橋が完成したことで日本一の座を譲った。
吊り橋が完成する以前は、川を渡るたびに谷を下り、丸木橋を渡って対岸の斜面を這い上がらなければならなかったと伝えられる。洪水のたびに丸木橋は流されたことから、当時の谷瀬集落の人々が1戸当たり20-30万円という大金を出し合い、村の協力を得て800万円となる大吊り橋を完成させた。教員の初任給が7800円、米10キログラムが765円であった戦後復興期の時代に、住民が工費の8割を担って完成させた悲願の村道であった。そのため自転車やオートバイなどによる渡橋は、地元の住民や郵便配達員などを除いて禁止されており、一般の観光来訪者は徒歩での通行のみとなる。
かつては上野地にある小学校へ通う子供たちの通学路でもあったが、2010年（平成22年）春に廃校になって以来、吊り橋を渡るのは主に観光客となっている。
中央部に幅約80センチメートルの板が、鉄線と30センチメートルおきに渡された横木の上に載るだけであり、足元より遥か下方にある川や川原がよく見える状態で、板の上を歩いて渡るが、風が吹くと中央付近はかなり揺れる。「危険につき20名以上は同時に橋に乗らないように」という趣旨の注意書きがある。話題性や眺望の良さから、観光シーズンには観光客が多く訪れ、一度に20人以上が渡ると危険なため、混雑期は監視員を配置し、上野地から谷瀬への一方通行に規制する場合もある。この場合、吊り橋自体は終日無料で通行できるが、対岸から臨時有料バスで戻ることになる。
2021年（令和3年）9月28日に土木学会選奨土木遺産に認定された。

## テレビCMと吊り橋
- 酒造メーカー

「渡が渡ります」のキャッチコピーで俳優渡哲也が吊り橋を渡るシーンがあった。
- 携帯電話会社

関西限定のCM。俳優赤井英和が吊り橋の上で携帯電話で話をする映像であり、「（秘境）十津川村でもつながります」がキャッチコピーであった。

## 交通アクセス

### 車
- 国道168号

### バス
- 奈良交通（八木新宮線・十津川線） 上野地停留所

車内放送では「上野地、谷瀬の吊り橋前です」と案内される。
特急（八木新宮線）は当停留所で20分程度の休憩時間があり、混雑していなければこの時間に渡ることも可能であるが、搭乗に遅れた場合はバス遅延の原因になるため休憩時間内の見学には注意を要する。

## ギャラリー

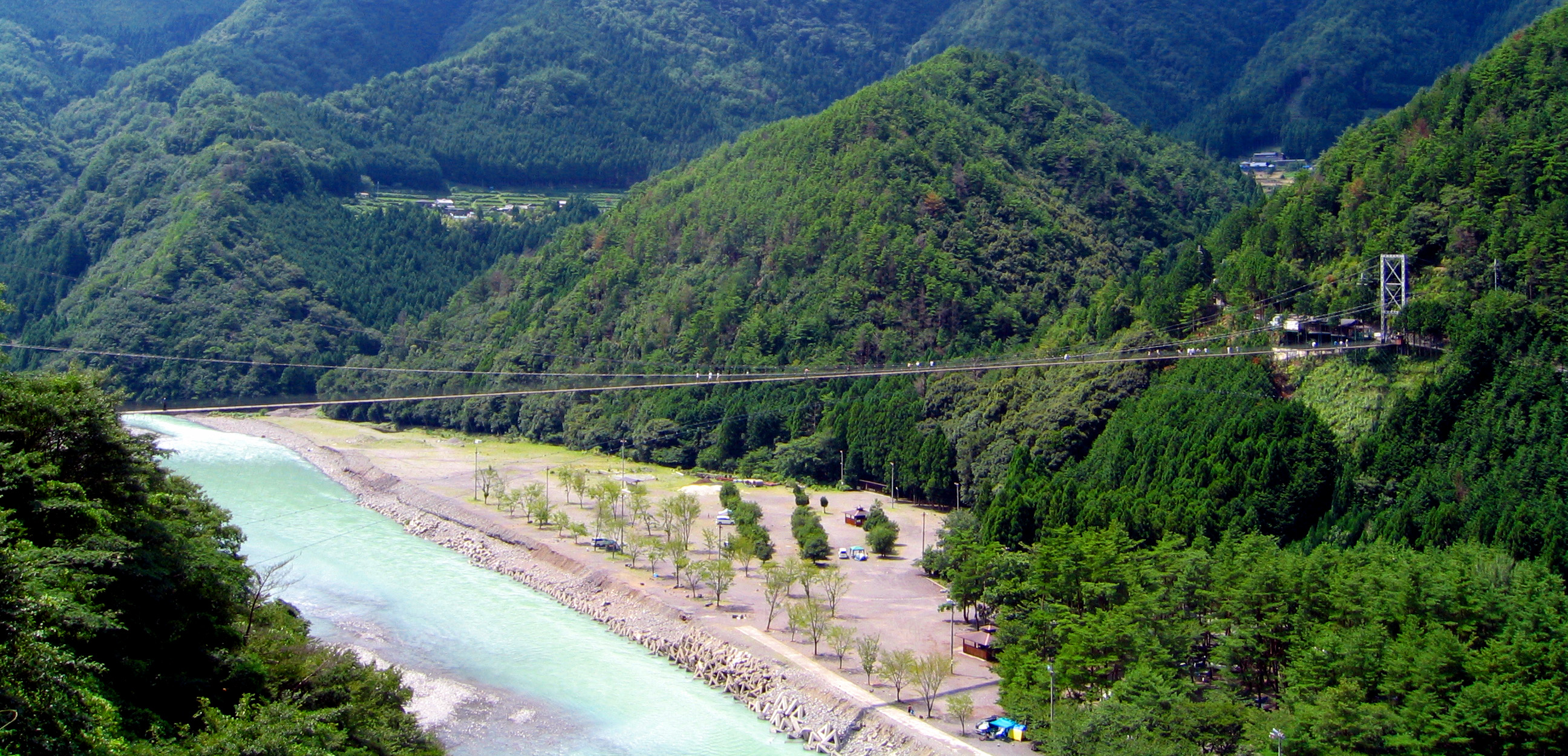
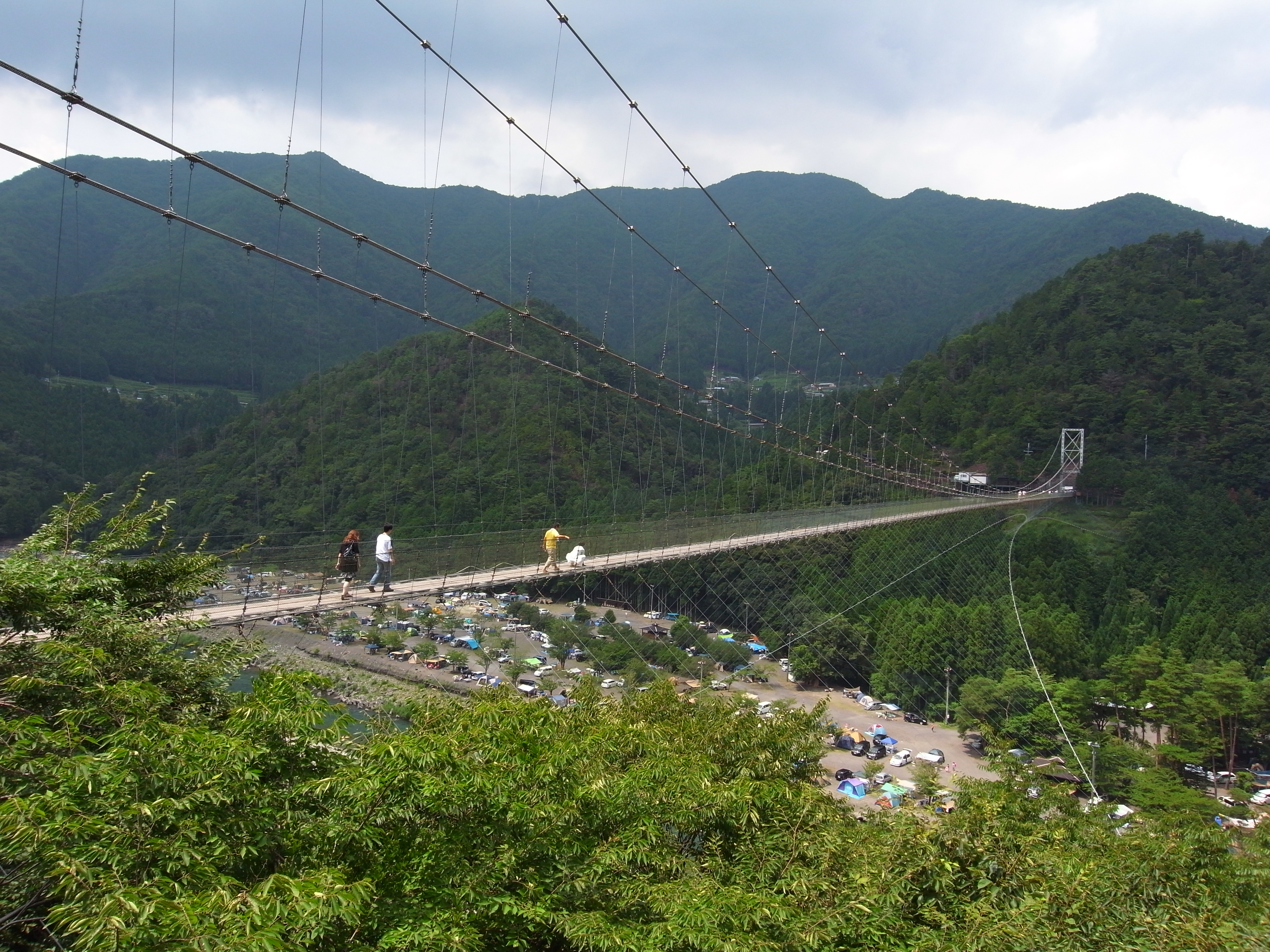
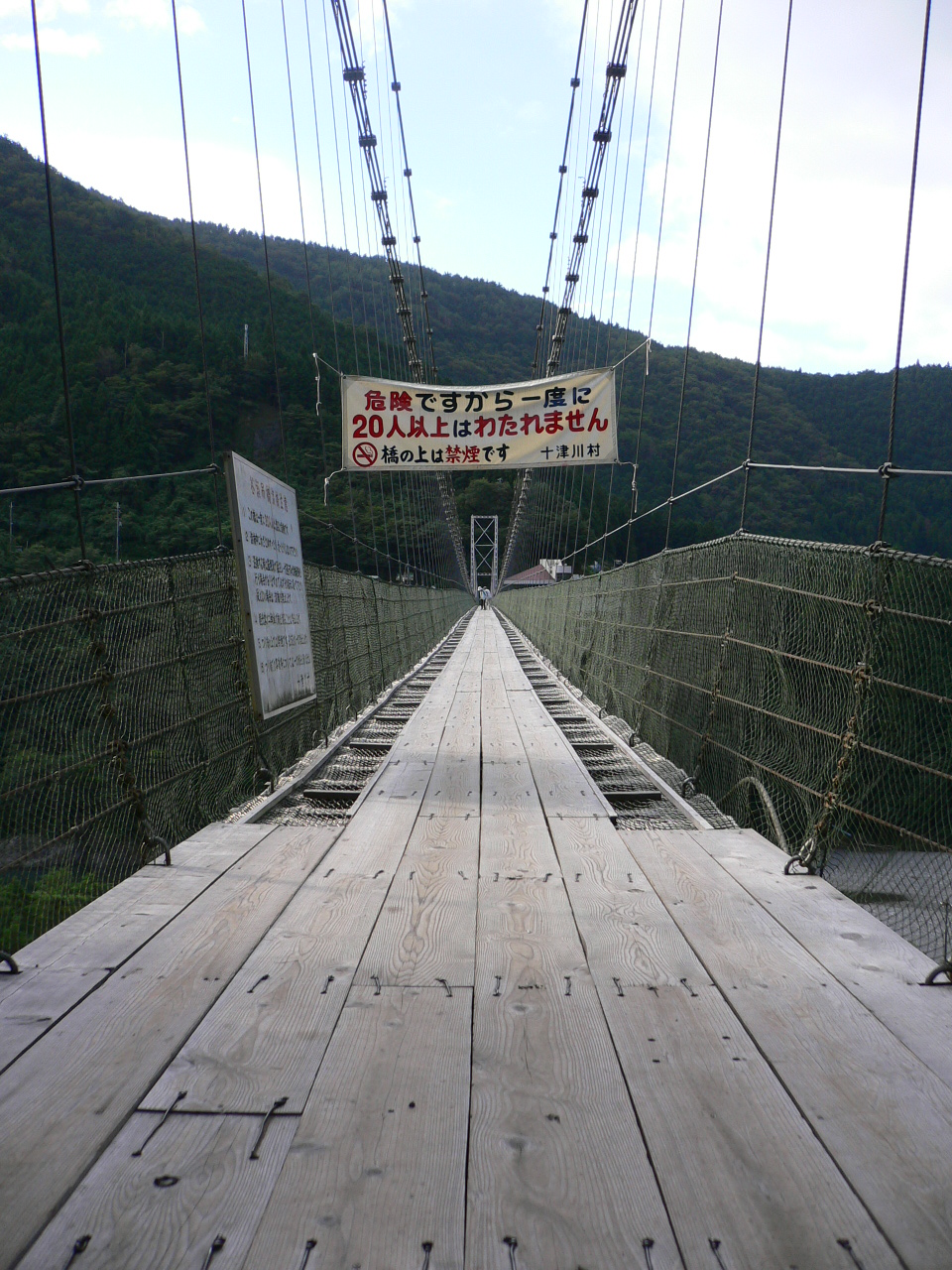
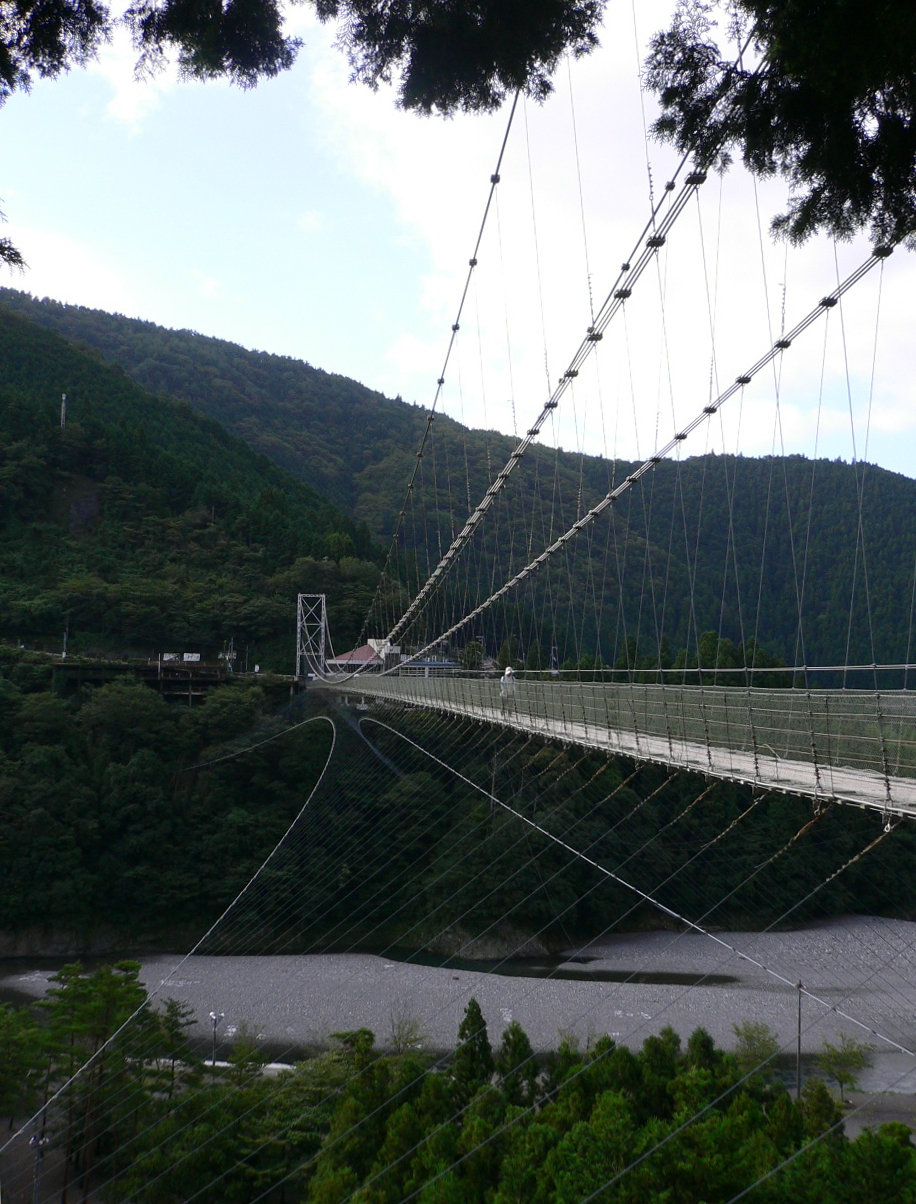
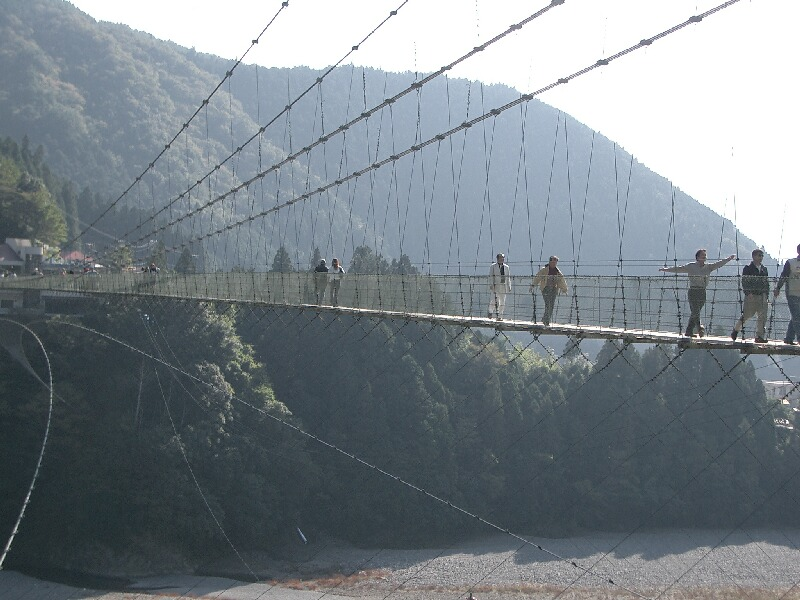
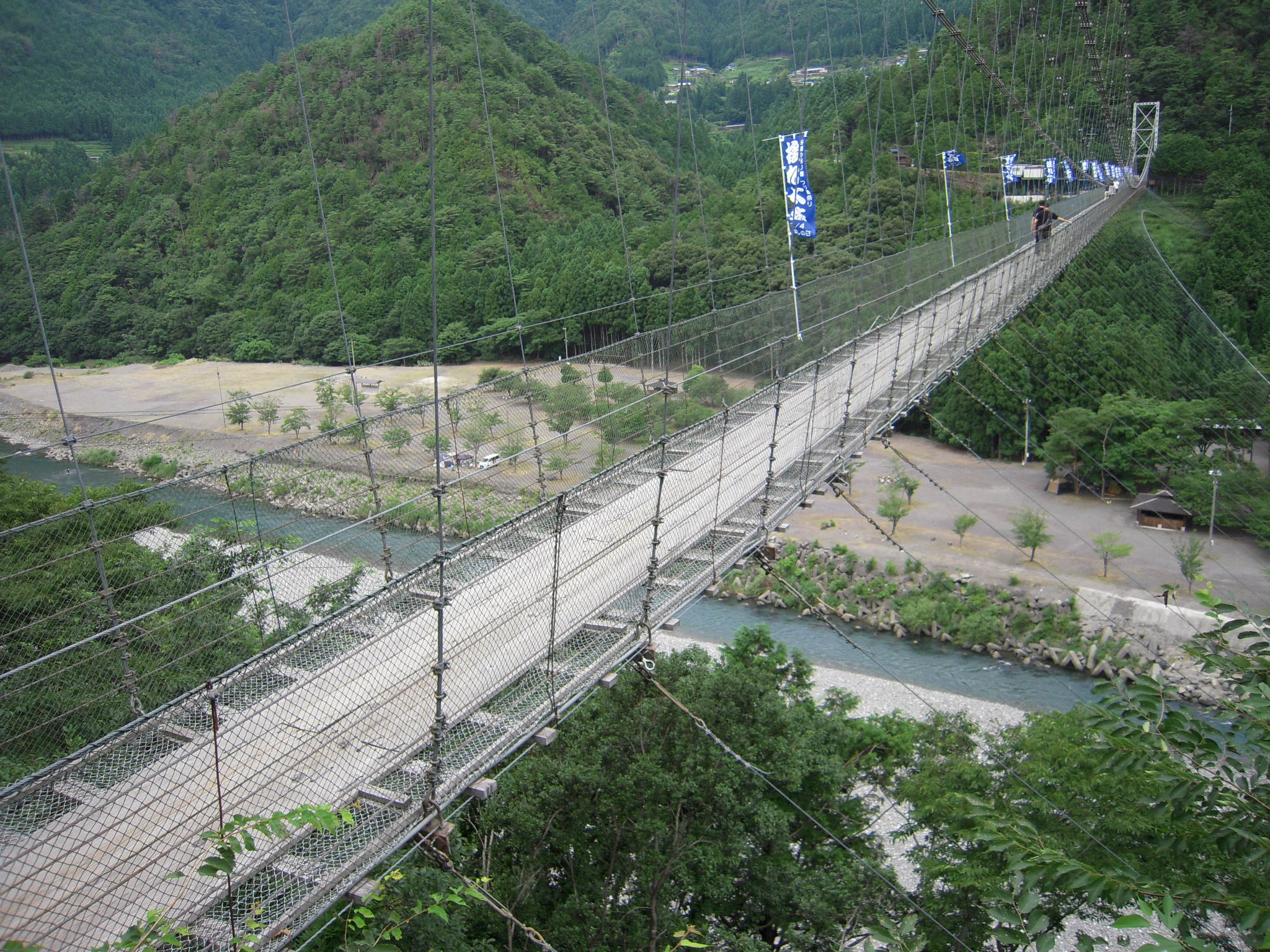